# New Limit
New Limit es un grupo de tecnodance originario de Silla (España), formado en 1994.

## Historia
En 1994 editaron su primer sencillo titulado Smile. Salió al mercado en octubre de ese mismo año y empezó a venderse en 1995, escuchándose por todas las emisoras de radio y discotecas de España.
A la cabeza está la cantante y compositora de las letras, Amparo Ríos  que junto con sus hermanos Sebastián y José V., que realizan las tareas de estudio, música y producción, se encargaron de llevar al grupo a los primeros puestos de venta en las listas AFIVE.
Su segundo éxito fue lanzado a finales de 1995 con el título Scream. Con ambos trabajos empezaron su gira nacional de actuaciones, formando para ello un grupo artístico liderado por Amparo Ríos (cantante) y su prima Sonia Bañuls, bailarina y coreógrafa.
Han hecho diversas giras por Europa e Hispanoamérica.
En 2015 el grupo volvió a sacar al mercado una nueva canción, The game. En esta ocasión, Amparo Ríos, además de la cantante es la compositora y la productora de la música. El tema fue incluido en un recopilatorio que salió a la venta, a través de internet, en China y Japón. 
En 2016 la compañía discográfica blanco y negro editó el tema smile con el que grabaron el videoclip.
Pueden ser considerados como una de las mejores formaciones españolas y con más recorrido musical  de la segunda mitad de la década de 1990 dentro del género musical eurodance.

## Discografía
- Smile (1994).
- Scream (1995).
- In my heart (1996).
- Lies (1996). Tuvo versión en castellano titulada Mentiras.
- Every single day (1997).
- In the dark (1997). Tuvo versión en castellano titulada Mi oscuridad.
- One sweet dream (1998).
- When I was young (1998).
- Surround me (2001).
- My Destiny (2004).
- The game (2015). Tuvo versión en castellano titulada El juego.
- Smile festival mix. Blanco y negro. (2016)
- Silent. L.P. (2022)